# La lógica del vegetarianismo
La lógica del vegetarianismo (The logic of vegetarianism) es una de las obras más destacadas del escritor, pensador y activista por los derechos de los animales Henry S. Salt, publicada en 1899. En ella, el autor trata cada uno de los argumentos más frecuentemente esgrimidos por parte de loscarnistas y trata de refutarlos explicando la posición vegetariana. Para ello, Salt recurre al método del diálogo, simulando conversaciones entre un carnista y un vegetariano.
Entre otras, expone la crítica de los carnistas por el uso del concepto de «vegetariano» para designar a aquellos que se alimentan también de productos de origen animal, como huevos y lácteos (ovolactovegetarianismo), y explica su razón de ser. Igualmente, el autor detalla cómo la «evidencia» estructural fisiológica humana permite entender que, por naturaleza, el hombre es frugívoro, si bien su cuerpo está preparado para alimentarse de insectos y otros seres de pequeño tamaño. Hace también alusión a la degradación que supone para el ser humano, y en especial para el matarife, el sistema dietético basado en comer animales.
En este mismo sentido, trata otras cuestiones complementarias, como las cuestiones económicas y religiosas y su relación con una vida minimalista y vegetariana, próxima a la filosofía de Henry D. Thoreau. Asimismo, en dicha obra el autor deja clara su posición «gradualista», defendiendo pequeños y paulatinos avances en la dirección de reducir el sufrimiento innecesario a los seres sintientes, en la línea marcada por la Liga Humanitaria, la cual fundó y dirigió hasta su cierre en 1919.